# Añisoc
Añisoc (o Añisok) è una città della Guinea Equatoriale. Si trova nella regione di Mbini, Provincia Wele-Nzas, nella parte centro nord-orientale della regione continentale del paese.  Nel 2005 contava 10.191 abitanti, nel 2008, 16.600 e nel 2011 40.400.
Fu l'ultima città fondata dagli spagnoli su un villaggio con lo stesso nome, nel decennio 1940 prima dell'indipendenza della Guinea Equatoriale nell'anno 1968. Durante l'era coloniale era denominata Valladolid dei Bimbiles.
Sebbene la predominanza linguistica sia lo spagnolo, si parla anche l’argilla.